# Grundträsket (Edefors socken, Norrbotten)
Grundträsket är en sjö i Bodens kommun i Norrbotten och ingår i Luleälvens huvudavrinningsområde. Sjön har en area på 0,205 kvadratkilometer och ligger 209 meter över havet.

## Delavrinningsområde
Grundträsket ingår i det delavrinningsområde (737215-172815) som SMHI kallar för Ovan None. Medelhöjden är 208 meter över havet och ytan är 7,54 kvadratkilometer. Det finns inga avrinningsområden uppströms utan avrinningsområdet är högsta punkten. Vattendraget som avvattnar avrinningsområdet har biflödesordning 3, vilket innebär att vattnet flödar genom totalt 3 vattendrag innan det når havet efter 137 kilometer. Avrinningsområdet består mestadels av skog (45 procent) och sankmarker (51 procent). Avrinningsområdet har 0,21 kvadratkilometer vattenytor vilket ger det en sjöprocent på 2,7 procent.